# 梅西耶天體

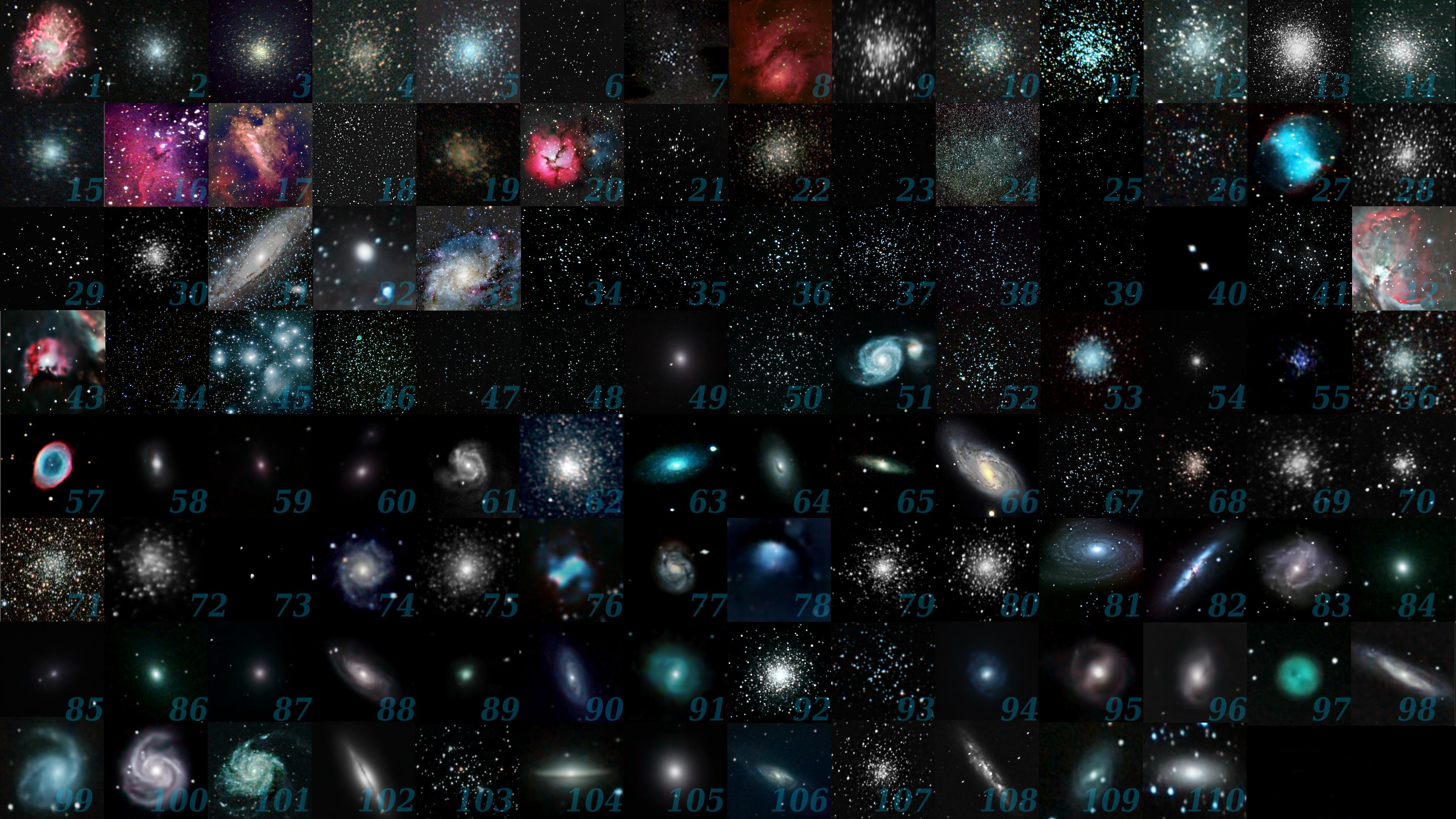
全部110個梅西耶天體，皆由天文愛好者Michael Phillips攝得

梅西耶天體（英語：Messier objects，Messier音[me.sje]）是一套110個深空天體表，其中的103個是法國天文學家夏爾·梅西耶在1771年和1781年發表的名單。梅西耶是一位彗星獵人，常被那些類似但不是彗星的天體所困惑，所以他編輯了梅西耶天體列表，其中也羅列了其競爭者皮埃爾·梅尚發現的，以避免在這些天體上浪費時間。除了梅西耶發表的這103個之外，還有7個也被認為是梅西耶發現與觀測過的，也已經被後來的天文學家加入這份表單中。
喬瓦尼·巴蒂斯塔·奧迪耶納在1654年發表了一份較簡短的奧比斯深空天體表，但梅西耶可能不知道。

## 編輯和列表
在1771年出版的第一版，從M1到M45，總共只有45個天體。在1781年發表的總表中包含103個天體，但這份表中的天體是由其他的天文學家陸續添加而擴展的，但其中的天體都能在梅西耶和皮埃爾·梅尚兩人或其中一人的觀測紀錄中找到。在1921年，卡米伊·弗拉馬利翁在複製的梅西耶筆記註解中發現一個天體，首度擴充加入了M104。M105、M106和M107是海倫·索耶·霍格在1947年加入的；M108和M109是歐文·金格里奇在1960年加入；M110在1967年由Kenneth Glyn Jones新增。M102是梅尚發現的，他將筆記的資料傳達給梅西耶。稍後，梅尚認定這個天體僅是被重複觀測的M101，但有些來源認為梅尚觀測到的是星系NGC 5866，並以其取代M102。
梅西耶最後的表單被收錄在Connaissance des Temps for 1784 （在1781年發行）。這些天體都以M天體的"數字"而為眾所周知。
梅西耶居住並逝世於他在法國克魯尼的天文工作室（現在的國立中世紀博物館）。他編制的表單只包含他可以觀測到的天空區域中的天體：從北天極至大約−35.7°。他沒有觀測或列出在南天更遠處可見的天體，例如大和小麥哲倫雲。

## 觀測
梅西耶的目錄包括在歐洲的緯度可以看見的五類、而且都是最壯觀的深空天體：瀰漫星雲、行星狀星雲、疏散星團、球狀星團和星系。此外，幾乎所有的梅西耶天體在各自的領域中都是最接近地球的，這使得天文學家可以用傳統的專業儀器進行大量的研究，而且這些儀器可以解析他們之中非常小，與視覺上很壯觀的細節。每個梅西耶天體在天體物理學的摘要，都可以在《Concise Catalog of Deep-sky Objects》（《深空天體簡明目錄》中找到。
由於這些天體從地球上觀測都是最亮的深空天體，使用口徑較小的折射望遠鏡（約100mm，或4英寸）就可以進行觀測，因此對普羅大眾也是最有吸引力的，也是業餘天文學家使用較大口徑從事目視或天文攝影的主要目標。

## 梅西耶天體馬拉松
在早春（驚蟄到清明之間），業餘天文學家會挑選朔的前後，較不受月光影響的假日前一晚聚在一起，進行梅西耶馬拉松的競賽，嘗試在一個晚上看遍這110個天體。

## 外部連結
- SEDS Messier Database （页面存档备份，存于）

- Charles Messier （页面存档备份，存于）
- Charles Messier's Catalog of Nebulae and Star Clusters （页面存档备份，存于）

- History of the Messier Catalog （页面存档备份，存于）
- Interactive Messier Catalog Greenhawk Observatory （页面存档备份，存于）
- Listing of Copyright-free Images of all Messier Objects （页面存档备份，存于）
- CCD Images of Messier Objects （页面存档备份，存于）
- 12 Dimensional String
- Messier Gallery （页面存档备份，存于）
- The Messier Catalogue
- Merrifield, Mike; Gray, Meghan. . Deep Sky Videos. Brady Haran.   [2020-06-05]. （原始内容存档于2020-01-07）.
- Messier Objects at Constellation Guide （页面存档备份，存于）